# 洪塔里夫卡
50°4′21″N 36°58′54″E / 50.07250°N 36.98167°E
洪塔里夫卡（烏克蘭語：Гонтарівка）是位於烏克蘭東部的村莊，由哈爾科夫州丘胡伊夫区的舊薩爾蒂夫市鎮負責管轄。該村始建於1796年，面積1.42平方公里，海拔高度135米，2001年人口356。